# 佐々木信夫 (行政学者)
佐々木 信夫（ささき のぶお、1948年 - ）は、日本の行政学者。中央大学名誉教授、事業構想大学院大学客員教授。専攻は行政学、地方自治。学位は法学博士。

## 概要
岩手県出身。早稲田大学卒業、早稲田大学大学院政治学研究科博士前期課程修了。東京都庁に入庁し、都庁に16年間勤務した。1989年に聖学院大学教授に就任し、同年3月、「都市行政学研究」により慶應義塾大学で法学博士号を取得した。1994年より中央大学教授、同大学院経済学研究科教授。2000年から1年間、アメリカ合衆国のカリフォルニア大学ロサンゼルス校（UCLA）客員研究員。都庁職員から行政学者に転身して以来、新しい自治体のあり方や道州制、大都市制度、新たな国のかたち、行政のしくみを説き、日本の地方行政の「あるべき姿」を提唱している。市町村合併のテレビ解説で第4回NHK地域放送文化賞を受賞。2012年、橋下徹大阪市長から大阪市特別顧問を委嘱され、2015年3月まで務める。その後、日本学術会議会員（第22・2３期、政治学）。2015年10月から現在、大阪府特別顧問、大阪市特別顧問。2000年から堺市戦略アドバイザー併任。
2016年12月、翌2017年2月に実施予定の千代田区長選挙への立候補が取りざたされたが、12月17日、自ら出馬断念の意向を表明した。千代田区長選挙には、現職の石川雅己千代田区長が5選を目指し、小池百合子東京都知事の支援を受けて出馬する意向を表明しており、石川の5選を快く思わない千代田区選出の内田茂東京都議会議員（自由民主党）ら、小池都政に批判的な都政関係者を中心に石川の5選を阻止するため、対立候補の擁立論が根強かったが、佐々木自らが不出馬を表明したため、佐々木擁立の動きは頓挫した。
2018年、中央大学を定年退職。同年から中央大学名誉教授、一般社団法人日本国づくり研究所理事長、現在に至る。
2025年4月、日本維新の会の推薦で中央選挙管理会委員に就任（任期は2028年まで）。

## 著作

### 単著
- 『現代都市行政の構図』（ぎょうせい、1985年）、日本都市学会賞受賞
- 『現代地方自治の座標』（勁草書房、1987年）
- 『政策学への発想 もうひとつの地方自治論』（ぎょうせい、1989年）
- 『都市行政学研究』（勁草書房、1990年）
- 『自治体プロの条件』（ぎょうせい、1992年）
- 『新しい地方政府』（芦書房、1994年）
- 『自治体政策学入門』（ぎょうせい、1996年）
- 『視点/論点 分権時代を問う』（ぎょうせい、1999年）
- 『地方分権と地方自治』（勁草書房、1999年）
- 『現代行政学 管理の行政学から政策学へ』（学陽書房、2000年）
- 『自治体の公共政策入門』（ぎょうせい、2000年）
- 『自治体の「改革設計」』（ぎょうせい、2002年）
- 『政策の潮流、改革のうねり―自治羅針盤』（ぎょうせい、2005年）
- 『自治体政策』（国際公共政策叢書16：日本経済評論社、2008年）
- 『現代地方自治』（学陽書房、2009年）
- 『日本行政学』（学陽書房、2013年）
- 『大都市行政とガバナンス』（中央大学出版部、2013年）
- 『人口減少時代の地方創生論－日本型州構想』（PHP研究所、2015年）

一般向け
・『都庁 もうひとつの政府』（ 岩波新書、1991年）
・『市町村合併』（ ちくま新書、2002年）
- 『東京都政 明日への検証』（ 岩波新書、2003年）
- 『地方は変われるか』（ ちくま新書、2004年）
- 『自治体をどう変えるか』（ ちくま新書、2006年）
- 『地方議員』（ PHP新書、2009年）
- 『道州制』 （ちくま新書、2010年）
- 『都知事 権力と都政』 中公新書、2011年
- 『新たな「日本のかたち」　脱中央依存と道州制』（ 角川SSC新書、2013年）
- 『地方議員の逆襲』（ 講談社現代新書、2016年）
- 『東京の大問題!』（ マイナビ新書、2016年）
- 『老いる東京』（角川新書、2017年）
- 『この国のたたみ方』新潮新書、2019年
- 『元気な日本を創る構造改革』（PHP、2019年）
- 『いまこそ脱東京！　高速交通網フリーパス化と州構想』（平凡社新書、2021年）

### 編著
- 『行政のしくみ』 PHP研究所、1996年
- 『政策開発 調査・立案・調整の能力』 ぎょうせい、1998年

## 過去にテレビ出演していた番組
- 「TOKYO MX NEWS」（TOKYO MX　2009年4月〜、金曜コメンテーター）、TBS[ひるおび」、テレビ朝日「ワイドスクランブル」、「報道ステーション」フジテレビ「グットディ」「プライムニュース」NHK[視点論点」など　※不定期出演していた